# Blood on Fire
«BLOOD on FIRE» es el primer sencillo del grupo de J-pop AAA, fue lanzado el 14 de septiembre de 2005. Este fue el sencillo debut que les condujo a la fama, primer sencillo del primer álbum ATTACK. Este sencillo fue utilizado para la película del manga Initial D. Se posicionó como número 9 en la lista de oricon en su salida con 58.052 ventas. 

## Listado de temas

### CD
| N.º         | Título                         | Escritor(es)                   | Compositor    | Duración |  |
| 1.          | «BLOOD on FIRE»                | Sasaki Osamu, Mitsuhiro Hidaka | Miki Watanabe | 4:29     |  |
| 2.          | «BLOOD on FIRE ~Instrumental~» |                                | Miki Watanabe | 4:29     |  |
| Total: 8:58 |                                |                                |               |          |  |

### DVD
| N.º          | Título          | Escritor(es)                   | Compositor    | Duración |  |
| 1.           | «BLOOD on FIRE» | Sasaki Osamu, Mitsuhiro Hidaka | Miki Watanabe | 4:29     |  |
| Total: 13:27 |                 |                                |               |          |  |

## Demostraciones en vivo
Antes de la salida del álbum ATTACK, la banda AAA interpretó la canción en vivo en televisión hasta en 6 ocasiones, la primera antes de la salida como sencillo:
- El 9 de septiembre de 2005 para el programa Pop Jam de la NHK.
- El 23 de septiembre de 2005 para el programa Music Fighter.
- El 24 de septiembre de 2005 para el programa MelodiX! de la TV TOKYO.
- El 21 de noviembre de 2005 para el programa anual Best Hit Kayousai de Yomiuri TV y Nippon Television.
- El 17 de diciembre de 2005 para los premios anuales del Nippon Yusen Taisho en su edición número 37.
- El 31 de diciembre de 2005 para los premios anuales Japan Record Awards en su edición número 47.

Mientras que en conciertos y tours propios se han incluido en las siguientes ocasiones:
- a-nation 2005 BEST HIT LIVE (edición de 2005 del concierto anual de la compañía Avex el 26 de octubre)
- 1st ATTACK at SHIBUYA-AX el 26 de enero de 2006 (concierto individual)
- 2nd ATTACK at Zepp Tokyo el 29 de junio de 2006 (concierto individual)
- 1th Anniversary Live -3rd ATTACK- el 13 de septiembre de 2006 en el Nippon Budokan (concierto individual)
- AAA TOUR 2007 4th ATTACK (Tour)
- 2nd Anniversary Live -5th ATTACK- el 7 de septiembre de 2007 en el Nippon Budokan (concierto individual)
- AAA TOUR 2008 -ATTACK ALL AROUND- (tour)
- 3rd Anniversary Live en el Nippon Budokan los días 22 y 23 de septiembre de 2008.
- 4th Anniversary LIVE el 22 de septiembre de 2009 en Yokohama Arena.
- 6th Anniversary Tour en 2011 (tour)
- 10th ANNIVERSARY Documentary ~Road of 10th ANNIVERSARY~ en 2015 (Tour)

## En álbumes
La canción se ha incluido en los siguientes álbumes o discos:
- ATTACK (primer álbum de estudio; 2005)
- REMIX ATTACK (remix del primer álbum de estudio; 2006)
- ATTACK ALL AROUND (álbum recopilatorio de los sencillos de los primeros tres álbumes de estudio; 2008)
- AAA REMIX ~non-stop all singles~ (remix; 2009)
- DRIVING MIX (remix; 2013)
- 10th ANNIVERSARY BEST (álbum recopilatorio por el décimo aniversario; 2015)
- AAA 15th Anniversary All Time Best -thanx AAA lot- (álbum recopilatorio por el decimoquinto aniversario y último antes del hiatus indefinido; 2020)

- Datos: Q1133773